# Václav Čevona
Václav Čevona (24. května 1922 Ružomberok, Československo – 9. ledna 2008 Ústí nad Orlicí, Česko) byl československý atlet a olympionik, v letech 1944 až 1951 pětinásobným mistrem Československa v běhu na 1 500 metrů.

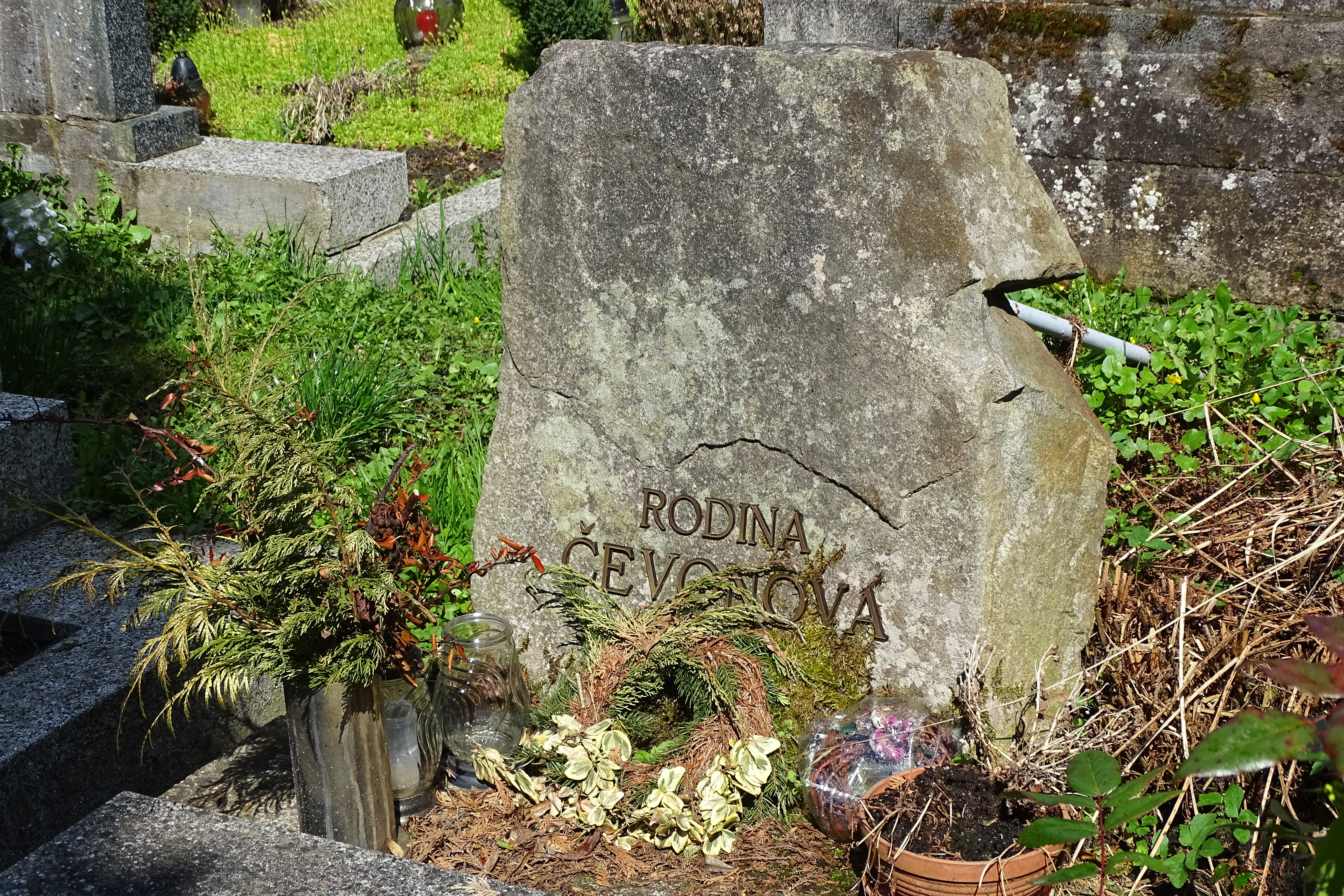
Hrob Václava Čevona v Ústí nad Orlicí

## Život
Ačkoliv se narodil na Slovensku, od 15 let žil a sportoval v Ústí nad Orlicí. Byl absolventem Střední průmyslové školy textilní v Ústí nad Orlicí, obor přádelnictví, maturoval v roce 1943. Pracoval v podniku Perla n.p. Ústí nad Orlicí, jako technolog přádelen. Po své aktivní sportovní kariéře se věnoval trénování a organizaci mnoha sportovních událostí v atletice i sjezdovém lyžování. Dlouhá léta pracoval jako člen organizačního výboru Skiinterkritéria.
Zemřel roku 2008 a byl pohřben na Městském hřbitově v Ústí nad Orlicí.

## Přehled úspěchů

### Olympijské hry
Londýn 1948
- 1 500m (4.)

Helsinky 1952
- 1 500 m (vyřazen v semifinále)

### Mistrovství Evropy
Oslo 1946
- 1 500m (4.)

Brusel 1950
- 1 500m (6.)

a 1. místo na akademickém mistrovství světa 1951 v Berlíně.

### Osobní rekordy
- 1 500m – 3.49.4 (1948).